# Xiaxihao
Xiaxihao är en köping i nordvästra Kina. Den ligger i Yumen i  staden Jiuquan i provinsen Gansu, omkring 750 kilometer nordväst om provinshuvudstaden Lanzhou. Antalet invånare är 9 348. Befolkningen består av 4 617 kvinnor och 4 731 män. Barn under 15 år utgör 17,0 %, vuxna 15-64 år 76 %, och äldre över 65 år 6,0 %.